# Décès en juillet 1998
Décès
- 1994
- 1995
- 1996
- 1997
- 1998
- 1999
- 2000
- 2001
- 2002

Pour une information complémentaire, voir la page d'aide.

| Date        | Nom                     | Activités                                                                                         | Âge | Source |
| ----------- | ----------------------- | ------------------------------------------------------------------------------------------------- | --- | ------ |
| 1er juillet | Francis Ambrière        | écrivain français                                                                                 | 90  |        |
| 1er juillet | Florence Bell           | athlète canadienne spécialiste du 100 mètres                                                      | 88  |        |
| 1er juillet | Stig Järrel             | acteur et réalisateur suédois                                                                     | 88  |        |
| 1er juillet | Errol Parker            | jazzman français, pianiste, organiste, batteur et compositeur                                     | 72  |        |
| 1er juillet | Lucy Reed               | chanteuse de jazz américaine                                                                      | 76  |        |
| 1er juillet | André Willequet         | sculpteur belge                                                                                   | 76  |        |
| 2 juillet   | Joe Graboski            | joueur américain de basket-ball                                                                   | 58  |        |
| 2 juillet   | Henri Mordant           | journaliste et homme politique belge                                                              | 71  |        |
| 2 juillet   | Kay Thompson            | auteur-compositeur, actrice, danseuse, chanteuse et scénariste américaine                         | 89  |        |
| 3 juillet   | Loro                    | dessinateur et scénariste de bandes dessinées français                                            | 55  |        |
| 3 juillet   | Billie Hughes           | auteur-compositeur, musicien et producteur de disques américain                                   | 50  |        |
| 3 juillet   | George Lloyd            | compositeur britannique                                                                           | 85  |        |
| 3 juillet   | Sadegh Tchoubak         | écrivain iranien                                                                                  | 81  |        |
| 3 juillet   | Duncan White            | athlète sri lankais                                                                               | 79  |        |
| 4 juillet   | Roger Calmel            | compositeur français                                                                              | 78  |        |
| 4 juillet   | Fernand Delmotte        | homme politique belge                                                                             | 67  |        |
| 4 juillet   | Kurt Franz              | dernier commandant du camp d'extermination de Treblinka à partir d'août 1943                      | 84  |        |
| 4 juillet   | Henrik Stangerup        | écrivain et réalisateur danois                                                                    | 60  |        |
| 5 juillet   | Sid Luckman             | joueur américain de football américain                                                            | 81  |        |
| 5 juillet   | Maria Mercè Marçal      | poétesse, professeur, écrivaine et traductrice espagnole d'expression catalane                    | 45  |        |
| 5 juillet   | Antoine Rémond          | chercheur, neurologue et électrophysiologiste clinicien français                                  | 80  |        |
| 5 juillet   | Johnny Speight          | scénariste et acteur britannique                                                                  | 77  |        |
| 6 juillet   | Félix Assunção Antunes  | footballeur portugais                                                                             | 75  |        |
| 6 juillet   | Georges Maton           | coureur cycliste français                                                                         | 84  |        |
| 6 juillet   | Roy Rogers              | acteur et chanteur américain                                                                      | 86  |        |
| 7 juillet   | André Remondet          | architecte français                                                                               | 89  |        |
| 7 juillet   | Joseph Yvon             | homme politique français                                                                          | 91  |        |
| 8 juillet   | Jacques Chartron        | haut fonctionnaire et un homme politique français                                                 | 76  |        |
| 8 juillet   | Jacques Normand         | chanteur et un animateur de radio et de télévision québécois                                      | 76  |        |
| 8 juillet   | Lilí Álvarez            | joueuse de tennis espagnole                                                                       | 93  |        |
| 9 juillet   | François Darbon         | acteur et metteur en scène français                                                               | 82  |        |
| 10 juillet  | Marie Bizet             | actrice et chanteuse française                                                                    | 93  |        |
| 10 juillet  | Guy Lafitte             | saxophoniste ténor de jazz français                                                               | 71  |        |
| 11 juillet  | Pierre Garonnaire       | footballeur puis recruteur français.                                                              | 82  |        |
| 12 juillet  | André Julien            | acteur français de théâtre, de cinéma et de télévision                                            | 70  |        |
| 12 juillet  | Serge Lemoyne           | peintre québécois                                                                                 | 57  |        |
| 12 juillet  | Marais Steyn            | journaliste et homme politique sud-africain                                                       | 82  |        |
| 13 juillet  | Sigismund von Braun     | diplomate allemand                                                                                | 87  |        |
| 13 juillet  | Louis Guisan            | homme politique suisse, membre du Parti libéral                                                   | 87  |        |
| 13 juillet  | Jean Parédès            | comédien français                                                                                 | 83  |        |
| 14 juillet  | Henry J. Leir           | financier américain                                                                               | 98  |        |
| 14 juillet  | Nguyễn Ngọc Loan        | militaire et chef de la police nationale de la République du Viêt Nam                             | 67  |        |
| 15 juillet  | Robert Cornog           | physicien et ingénieur américain                                                                  | 86  |        |
| 15 juillet  | Kazimierz Lis           | footballeur polonais                                                                              | 88  |        |
| 15 juillet  | Gerd Oelschlegel        | scénariste et réalisateur allemand                                                                | 71  |        |
| 15 juillet  | Jean Poskin             | architecte belge                                                                                  | 81  |        |
| 16 juillet  | John Henrik Clarke      | écrivain, professeur, historien panafricaniste américain                                          | 83  |        |
| 16 juillet  | Mahbub ul Haq           | économiste, homme politique et banquier pakistanais                                               | 64  |        |
| 16 juillet  | Lucien Lamoureux        | homme politique canadien, président de la Chambre des communes du Canada                          | 77  |        |
| 17 juillet  | John Joseph Carberry    | cardinal américain                                                                                | 93  |        |
| 17 juillet  | Lamberto Gardelli       | chef d'orchestre italien                                                                          | 82  |        |
| 17 juillet  | Michael James Lighthill | mathématicien britannique                                                                         | 74  |        |
| 17 juillet  | Joseph Maher            | acteur américain                                                                                  | 64  |        |
| 17 juillet  | Roger Quilliot          | ministre, sénateur et maire français                                                              | 72  |        |
| 17 juillet  | Claudia Testoni         | athlète italienne                                                                                 | 82  |        |
| 18 juillet  | Ernst Jaberg            | personnalité du monde des affaires et de la politique Suisse                                      | 80  |        |
| 19 juillet  | Eero Salisma            | joueur de hockey sur glace finlandais                                                             | 81  |        |
| 19 juillet  | Antoine Tisné           | compositeur français                                                                              | 65  |        |
| 20 juillet  | Norah Borges            | peintre argentin                                                                                  | 96  |        |
| 20 juillet  | Edmond Humeau           | poète et résistant français                                                                       | 90  |        |
| 20 juillet  | Jean-Michel Palmier     | philosophe et historien de l'art français                                                         | 53  |        |
| 21 juillet  | Alan Shepard            | premier astronaute américain dans l'espace                                                        | 74  |        |
| 21 juillet  | Oswald Wynd             | écrivain écossais                                                                                 | 84  |        |
| 21 juillet  | Robert Young            | acteur américain                                                                                  | 91  |        |
| 22 juillet  | Pierre Alby             | ingénieur français                                                                                | 76  |        |
| 22 juillet  | Fritz Buchloh           | footballeur et entraîneur allemand                                                                | 88  |        |
| 22 juillet  | Hermann Prey            | baryton allemand                                                                                  | 69  |        |
| 22 juillet  | Antonio Saura           | peintre et écrivain espagnol                                                                      | 67  |        |
| 23 juillet  | Vladimir Doudintsev     | écrivain soviétique de langue russe                                                               | 79  |        |
| 23 juillet  | André Gertler           | violoniste classique et un professeur de musique hongrois                                         | 90  |        |
| 23 juillet  | Djibril Diop Mambety    | comédien, scénariste et réalisateur sénégalais                                                    | 53  |        |
| 23 juillet  | Matteo Manuguerra       | baryton français d'origine tunisienne                                                             | 73  |        |
| 23 juillet  | Med Park                | joueur américain de basket-ball                                                                   | 65  |        |
| 23 juillet  | Manuel Mejía Vallejo    | écrivain colombien                                                                                | 75  |        |
| 24 juillet  | Alta Allen              | actrice américaine                                                                                | 93  |        |
| 24 juillet  | Berta Hrubá             | joueuse tchécoslovaque de hockey sur gazon                                                        | 52  |        |
| 24 juillet  | Tazio Secchiaroli       | photographe italien                                                                               | 73  |        |
| 24 juillet  | Henri Ziegler           | aviateur français                                                                                 | 91  |        |
| 25 juillet  | Tal Farlow              | guitariste de jazz américain                                                                      | 77  |        |
| 26 juillet  | Sava Antić              | Footballeur international yougoslave devenu entraîneur                                            | 68  |        |
| 26 juillet  | Alain Dorémieux         | écrivain et traducteur de science-fiction français                                                | 64  |        |
| 26 juillet  | Aymoré Moreira          | footballeur et entraîneur brésilien                                                               | 89  |        |
| 27 juillet  | Binnie Barnes           | actrice d'origine anglaise, naturalisée américaine                                                | 95  |        |
| 27 juillet  | Elio Augusto Di Carlo   | médecin, ornithologue, naturaliste et historien italien                                           | 79  |        |
| 27 juillet  | Muzz Patrick            | défenseur de hockey sur glace canadien, entraîneur et dirigeant                                   | 82  |        |
| 27 juillet  | Noël Saint-Germain      | homme politique canadien                                                                          | 75  |        |
| 27 juillet  | Zlatko Čajkovski        | footballeur et entraîneur yougoslave                                                              | 74  |        |
| 28 juillet  | Zbigniew Herbert        | poète et dramaturge polonais                                                                      | 73  |        |
| 28 juillet  | Adam Hollanek           | écrivain de science-fiction et journaliste polonais                                               | 75  |        |
| 28 juillet  | Consalvo Sanesi         | pilote automobile italien                                                                         | 86  |        |
| 29 juillet  | Jorge Pacheco Areco     | président de l'Uruguay                                                                            | 78  |        |
| 29 juillet  | Éric Escoffier          | alpiniste français                                                                                | 37  |        |
| 29 juillet  | Doris Nolan             | actrice américaine                                                                                | 82  |        |
| 29 juillet  | Jerome Robbins          | danseur, chorégraphe, metteur en scène et réalisateur américain                                   | 79  |        |
| 29 juillet  | O. Z. Whitehead         | acteur américain                                                                                  | 86  |        |
| 30 juillet  | Maurice Bardèche        | écrivain, universitaire, biographe et polémiste français                                          | 90  |        |
| 30 juillet  | Laila Schou Nilsen      | skieuse alpine et patineuse de vitesse norvégienne                                                | 78  |        |
| 30 juillet  | Jorge Russek            | acteur mexicain                                                                                   | 65  |        |
| 30 juillet  | Buffalo Bob Smith       | acteur américain                                                                                  | 80  |        |
| 30 juillet  | Kenneth A. Walsh        | quatrième as de l'aviation du Corps des Marines des États-Unis lors de la Seconde Guerre mondiale | 81  |        |
| 31 juillet  | Erling Evensen          | fondeur norvégien                                                                                 | 84  |        |
| 31 juillet  | Sylvia Field            | actrice américaine                                                                                | 97  |        |